# Lepo polje
Lepo polje (nemško Liebenfels)  je trško naselje in trška občina v okraju Šentvid ob Glini na avstrijskem Koroškem.

## Geografija
Občinsko območje leži na južnih pobočjih Krških Alp. Leži okoli 6 km zahodno od glavnega mesta okraja Šentvid ob Glini in neposredno severno od glavnega mesta zvezne dežele Celovca. Občinsko območje obsega predvsem hribovito in nizko gorsko pokrajino Vimiških gora. Najvišja točka v občini je Schneebauerberg s 1.338 m nadmorske višine, najnižja pa je v dolini reke Gline na 477 m. 

## Občinska ureditev
Občino sestavljajo katastrske občine Freundsam, Klanče (nemško Glantschach), Gradnica (Gradenegg), Hardek (Hardegg), ožje Lepo polje (Liebenfels), Limberg (Liemberg), Pflausach, Rožni hrib (Rosenbichl), Rače Bistrica (Rottschaft Feistritz), Sörg in Sörgerberg.
V občini je močno razvita turistična dejavnost, ima dve ljudski šoli, eno glasbeno šolo, tri otroške vrtce in tri prostovoljna gasilska društva.

Območje občine obsega naslednjih 48 mest (število prebivalcev v oklepaju na dan 1. januar 2023):
| - Bärndorf (3) - Beißendorf (3) - Eggen I (23) - Eggen II (4) - Freundsam (34) - Gasmai (1) - Klanče (nemško Glantschach) (341) - Gößeberg (6) - Graben (3) - Gradnica (nemško Gradenegg) (111) - Grassendorf (20) - Grund (3) - Hardek (nemško Hardegg) (10) - Hart (28) - Visoko-Lepo polje (46) - Hohenstein (43) - Krajnska vas (nemško Kraindorf) (19) - Kulm (2) - Ladein (14) - Lebmach (78) - Lepo polje (nemško Liebenfels) (775) - Limberg (nemško Liemberg) (54) - Lorberhof (83) - Mailsberg (3) | - Metschach (7) - Miedling (68) - Moos (7) - Pflausach (58) - Pflugern (31) - Pulst (464) - Pupič (nemško Puppitsch) (11) - Radelsdorf (116) - Rasting (12) - Reidenau (44) - Rohnsdorf (75) - Rožni hrib (nemško Rosenbichl) (27) - Sörg (87) - Sörgerberg (50) - St. Leonhard (32) - Tschadam (22) - Waggendorf (210) - Wasai (41) - Weitensfeld (81) - Woitsch (13) - Zmuln (21) - Zojach (41) - Zwattendorf (0) - Dvecerkvi (nemško Zweikirchen) (180) |

## Zgodovina
Medtem ko najstarejše arheološke najdbe na tem območju segajo v neolitik, so na hribu blizu vasi Hohenstein odkrili temelje starodavnega templja. Stavba je bila zgrajena v 2. stoletju našega štetja, ko je bilo območje del rimske province Norik, in posvečena lokalni keltski boginji Noreji.
Gradnja cerkve v vasi Klanče (Glantschach) je bila dokumentirana med letoma 958 in 991. Lepo polje, ki leži blizu osrednjega območja Gosposvetskega polja v vojvodini Koroški, je mesto številnih srednjeveških gradov in rezidenc, predvsem gradu Liebenfels, ki je bil prvič omenjen kot Liewenvelse v listini iz leta 1312.

## Pomembne zgradbe
- Grad Liebenfels
- Grad Hardek
- Grad Liemberg
- Grad Gradenek
- Dvorec Rosenbichl
- Dvorec Hohenstein
- Dvorec Liemberg
- Župnijska cerkev v Klančah
- Župnijska cerkev Gradenek
- Župnijska cerkev Liemberg
- Župnijska cerkev Marijinega vnebovzetja Pulst
- Podružnična cerkev Lebmach
- Župnijska cerkev Sörg
- Podružnična cerkev Wasai

## Galegija slik
- Grad Liebenfels
- Pflausach
- Župnijska cerkev Malteškega reda v Pulstu posvečena Marijinemu vnebovzetju
- Grad Rosenbichl
- Župnijska cerkev sv. Martina v Sörgu
- Kraj Dve cerkvi / Zweikirchen z župnijsko cerkvijo sv. Janeza
- Cerkvica v Wasai-ju
- Podružnična cerkev sv. Lenarta v Svetem Lenartu
- Župnišče v Gradnici/Gradeneggu